# Pomatostome de Hall
Pomatostomus halli
Espèce
Statut de conservation UICN

 LC  : Préoccupation mineure
Le Pomatostome de Hall (Pomatostomus halli) est une espèce de passereaux de la famille des Pomatostomidae. D'après Alan P. Peterson, c'est une espèce monotypique.

## Répartition
Il est endémique de l'est de l'Australie.